# Zohair Youssif Akache
Zohair Youssif Akache, arabisch زهير يوسف عكاشة, DMG Zuhair Yūsuf ʿAkāša, alias Kapitän Märtyrer Mahmud (* 1954 in Burj al-Barajneh; † 18. Oktober 1977 in Mogadischu), war ein palästinensischer Terrorist der PFLP. Er leitete 1977 die Entführung der Lufthansa-Maschine Landshut und ermordete deren Kommandanten Jürgen Schumann.

## Leben
Akache, der einer aus Palästina in den Libanon geflohenen Familie entstammte, wuchs in einem Flüchtlingslager südlich von Beirut auf. Er studierte von 1973 bis zum Erwerb eines Diploms 1975 am Chelsea College of Aeronautical Engineering in London Flugzeugtechnik. Er schloss sich 1972 der Volksfront für die Befreiung Palästinas PFLP an und wurde vom Mitgründer der Volksfront, Wadi Haddad, für die von ihm angeführte Splittergruppe PFLP-EO rekrutiert, die sich mit Unterstützung des libyschen Diktators Muammar al-Gaddafis auf außerhalb des Nahen Ostens verübte Anschläge spezialisiert hatte.
Im Dezember 1974 ging er am Rande einer friedlichen pro-palästinensischen Demonstration in der Londoner Innenstadt auf Polizeibeamte los, durfte seinen Studienaufenthalt in Großbritannien aber zunächst ohne Konsequenzen fortsetzen. Als polizeibekannter PFLP-Aktivist wurde er schließlich 1976 aus Großbritannien ausgewiesen, nachdem er wegen eines erneuten tätlichen Angriffs auf einen Polizeibeamten sechs Monate in Haft gesessen hatte und währenddessen in Hungerstreik getreten war. Anfang 1977 reiste er jedoch mit einem gefälschten Reisepass wieder ein. Akache war Hauptverdächtiger der Ermittler im ungeklärten Fall der Ermordung des ehemaligen nordjemenitischen Regierungschefs Kadhi Abdullah al-Hagri, dessen Ehefrau und eines nordjemenitischen Diplomaten in London am 10. April 1977. Direkt nach dem Anschlag verließ er Großbritannien.
Als Leiter des vierköpfigen Kommandos Martyr Halimeh befehligte er die Entführung des Flugzeugs „Landshut“ der Lufthansa im Oktober 1977. Ziel der im Auftrag der von der PFLP abgespaltenen PFLP-EO durchgeführten Aktion war es, die Freilassung der in der JVA Stuttgart inhaftierten Rote-Armee-Fraktion-Terroristen zu erreichen. Die Geiselnehmer drohten mit der Ermordung aller Passagiere und Besatzungsmitglieder an Bord der Landshut. Akache und die übrigen Teilnehmer des Kommandos hatten wenige Tage zuvor in Bagdad von Wadi Haddad den Auftrag zur Entführung erhalten.
Während der fünftägigen Aktion war Akache bei den Geiseln vor allem wegen seiner cholerischen Wutausbrüche gefürchtet, die oft in Gewalt, Demütigungen und Morddrohungen mündeten. Am 16. Oktober ermordete er den Kapitän der Landshut, Jürgen Schumann, in Aden, Südjemen. Zu seinen oft unberechenbaren und willkürlichen Entscheidungen gehörte die Bestellung einer Torte und einer Flasche Champagner für eine in seiner Gewalt befindliche Flugbegleiterin, um deren Geburtstag zu feiern. Eine Passagierin, in deren Handtasche Akache einen Füllfederhalter der Marke Montblanc entdeckte, bedrohte er mit Erschießung, da er in dem Markenzeichen irrtümlich einen Davidstern zu erkennen glaubte, der die Passagierin als Jüdin identifiziere. Auch das Junghans-Markenzeichen auf der Armbanduhr des Kopiloten fehlinterpretierte er auf seiner Suche nach Juden als deutliches Merkmal. Sein bei der Entführung genutzter Kampfname „Märtyrer Mahmud“ bezog sich auf den im Juli 1976 im Rahmen der Operation Entebbe getöteten Wilfried Böse, der innerhalb der PFLP den Decknamen Mahmud getragen hatte.
Akache wurde wie zwei seiner Komplizen bei der Befreiung der Landshut durch ein Kommando der Spezialeinheit GSG 9 erschossen.